# 아르스홋

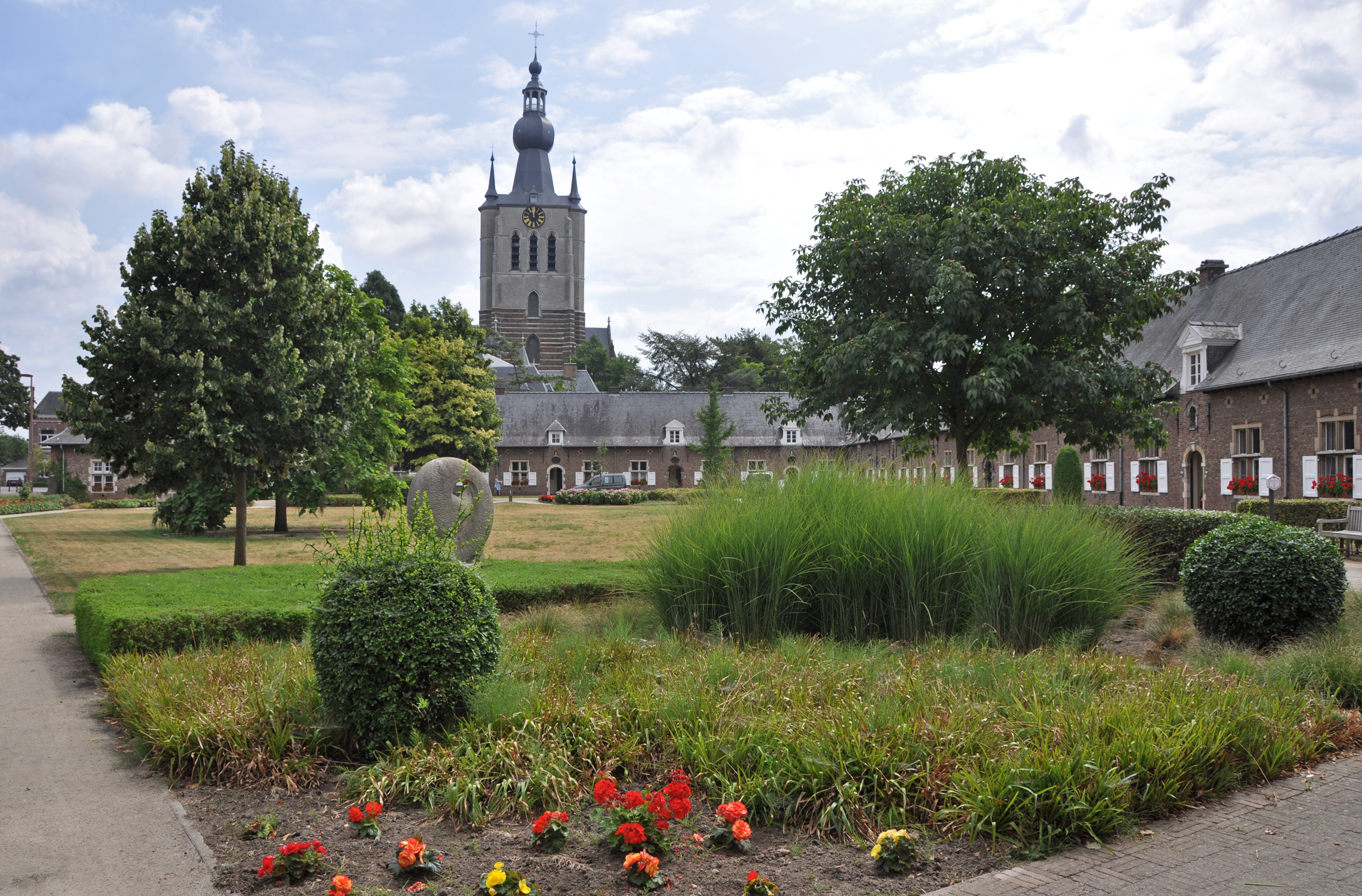
아르스홋

아르스홋의 위치

아르스홋(네덜란드어: Aarschot)은 벨기에 플란데런 지역 플람스브라반트주에 위치한 도시로 면적은 62.52km2, 인구는 28,755명(2013년 1월 1일 기준), 인구 밀도는 460명/km2이다.

시기
시 문장